# Elmer City
La ville d’Elmer City est située dans le comté d'Okanogan, dans l’État de Washington, aux États-Unis. Lors du recensement de 2010, sa population s’élevait à 238 habitants, estimée à 240 habitants en 2015.

## Histoire
Elmer City a été incorporée le 17 avril 1947.

## Démographie
| Groupe            | Elmer City | Washington | États-Unis |
| ----------------- | ---------- | ---------- | ---------- |
| Blancs            | 47,9       | 77,3       | 72,4       |
| Amérindiens       | 28,3       | 1,5        | 0,9        |
| Métis             | 18,5       | 4,7        | 2,9        |
| Autres            | 2,1        | 5,7        | 6,4        |
| Asiatiques        | 2,1        | 7,2        | 4,8        |
| Afro-Américains   | 0,8        | 3,6        | 12,6       |
| Total             | 100        | 100        | 100        |
|                   |            |            |            |
| Latino-Américains | 3,4        | 11,2       | 16,7       |

Selon l'American Community Survey, pour la période 2011-2015, 94,20 % de la population âgée de plus de 5 ans déclare parler anglais à la maison, alors que 4,76 % déclare parler une langue salish, 0,68 % l'espagnol et 0,34 % une autre langue.

## Source
- (en) Cet article est partiellement ou en totalité issu de l’article de Wikipédia en anglais intitulé « Elmer City, Washington » (voir la liste des auteurs).

1. ↑  (en) « Elmer City, WA Population - Census 2010 and 2000 », sur censusviewer.com.
2. ↑  (en) « Population of Washington - Census 2010 and 2000 », sur censusviewer.com.
3. ↑  (en) « Language spoken at home by ability to speak english for the population 5 years and over », sur factfinder.census.gov.